# Бантинг, Фредерик
Сэр Фре́дерик Грант Ба́нтинг (англ. Frederick Grant Banting; 14 ноября 1891, Аллистон — 21 февраля 1941, Ньюфаундленд) — канадский врач и физиолог, один из открывателей гормона инсулина. Лауреат Нобелевской премии по физиологии или медицине в 1923 году (совместно с Джоном Маклеодом).
В знак признания заслуг Ф. Бантинга Всемирный день борьбы с диабетом отмечается в его день рождения — 14 ноября.
Всегда подчёркивал вклад своего ассистента Чарльза Беста в открытие инсулина. Бантинг отдал Бесту половину своей части Нобелевской премии в знак признательности. В 1934 был посвящён в рыцари Георгом V.
Самый молодой лауреат Нобелевской премии по физиологии и медицине — на момент вручения премии ему было 32 года.
Член Королевского общества Канады (1926), Лондонского королевского общества (1935).

## Биография
Фредерик Грант Бантинг родился 14 ноября 1891 года в посёлке Аллистон провинции Онтарио в Канаде. Он был самым младшим из 5 детей в семье Уильяма Томпсона и Маргарет Грант Бантинг.
Бантинг получил образование в аллистонской школе, затем, в 1910 году, он поступил в методистский колледж Виктория Университета Торонто для изучения гуманитарных наук, но не закончил учебный год и перешёл к изучению медицины. В 1916 он получил степень бакалавра медицины, после чего незамедлительно присоединился к Канадской медицинской службе и служил в течение Первой мировой войны во Франции. В 1918 году Бантинг получил боевое ранение в Камбре, а в 1919 году был награждён Военным Крестом за героизм под огнём.
После окончания войны, в 1919 году, Фредерик Грант Бантинг вернулся в Канаду и некоторое время практиковался в медицине в Лондоне, городе провинции Онтарио. Он изучал ортопедию и в течение 1919—1920 годов был хирургом в Педиатрической больнице в Торонто. С 1920 по 1921 год он преподавал ортопедию в Университете Западного Онтарио в Лондоне. Помимо его основной деятельности, с 1921 по 1922 год Бантинг давал лекции по фармакологии в Университете Торонто. В 1922 году он был удостоен степени доктора медицинских наук, а также был награждён золотой медалью.
Вскоре, однако, Бантинг глубоко заинтересовался сахарным диабетом. Работы Опи, Шафера, Минковского, Наунина и других показали, что диабет может возникать из-за недостатка пептидного гормона, секретируемого островками Лангерганса поджелудочной железы. Этот гормон получил название инсулин, и предполагалось, что гормон регулирует метаболизм глюкозы, а значит, его нехватка приводит к накоплению глюкозы в крови и выделению через мочу.
Попытки восстановить недостаток инсулина кормлением пациентов свежей поджелудочной железой или её экстрактами не дали результата, по-видимому, из-за расщепления белка (гормона) протеолитическими ферментами поджелудочной железы. Собственно, проблема состояла в том, чтобы выделить инсулин до того, как он подвергнется разрушению.
Размышляя над этой проблемой, Бантинг столкнулся со статьей в медицинском журнале, написанной Мозесом Барроном (Moses Barron), в которой говорилось о перевязке протоков поджелудочной железы и связанном с этим разрушении трипсин-продуцирующих клеток. При этом, однако, клетки Лангерганса остаются неповреждёнными. Эта статья навела Бантинга на мысль о том, что посредством перевязки протоков можно избежать разрушения инсулина, и, таким образом, выделить необходимый гормон.
Бантинг, в поисках изучения этой возможности, обсуждал эту задачу с разными учёными, среди которых был Джон Джеймс Рикард Маклеод, профессор физиологии в Торонтском университете. Маклеод позволил Бантингу использовать помещения для экспериментальных работ вместе со студентом-ассистентом Чарлзом Бестом.
В институте Бантинга и Беста Бантинг рассматривал проблемы рака, силикоза, а также механизм утопления и способы противостоять этому. Во время Второй мировой войны он сильно заинтересовался проблемами, возникающими при полете (например, потеря зрения при сохранении сознания, вызванная нарушением кровообращения).
Кроме медицинской степени, Бантинг также получил степень доктора наук в Торонто в 1923 году. В 1928 Бантинг давал лекции в Эдинбурге, а также являлся членом большого количества медицинских сообществ как в своей стране, так и за её пределами, включая британские и американские физиологические сообщества. В 1934 году Фредерик Грант Бантинг был возведён в рыцарское достоинство королём Георгом V.
Во время Второй мировой войны, Фредерик Бантинг служил офицером связи и регулярно летал в Великобританию, обеспечивая взаимодействие между британским и североамериканским медицинскими учреждениями. 21 февраля 1941 Бантинг погиб в авиакатастрофе в районе Ньюфаундленда.

## Семья
Бантинг женился на Мэрион Робертсон в 1924 году; пара имела одного ребёнка Уильяма, рожденного в 1928. Супружество завершилось в 1932 разводом; в 1937 Бантинг женился на Генриетте Болл.

## Личные особенности
Будучи страстным художником, Бантинг принимал участие в художественной экспедиции, организованной правительством в районе Северного полярного круга.

## Награды и признание
- 1919 — Военный крест
- 1923 — Медаль Джона Скотта
- 1923 — Нобелевская премия по физиологии или медицине
- 1934 — Рыцарь-командор ордена Британской империи
- 1994 — введён в Канадский зал медицинской славы[англ.][7]
- 2004 — введён в Национальный зал славы изобретателей

В его честь назван лунный кратер Бантинг, астероид (43293) Banting и Медаль Бантинга, вручаемая Американской диабетической ассоциацией с 1941 года.